# Purbeck Hills
Purbeck Hills är kullar i Storbritannien.   De ligger i riksdelen England, i den södra delen av landet, 170 km sydväst om huvudstaden London.